# Type 18 SNCB
Ne doit pas être confondu avec Série 18 SNCB (Siemens) ou Série 18 SNCB (Alsthom).
La type 18 des chemins de fer belges (SNCB) était une locomotive à vapeur à tender séparé d'inspiration anglaise pour trains directs et express et trains de banlieue de disposition "American" (disposition d'essieux 220) mise en service entre 1902 et 1905.
Elles sont une version plus puissante et belgicisée du type 17, issu de la classe 721 "Dunalastair" (en) du Caledonian Railway (en) conçues par l'ingénieur John F. McIntosh (en).

## Genèse
À l’aube du XXe siècle, les Chemins de fer de l'État belge faisaient face au vieillissement de leur parc de locomotives, de conception antédiluvienne, et à l'accroissement de la vitesse et du poids des trains. Les cinq prototypes du type 17 commandés en Angleterre avaient fait preuve de performances très encourageantes et 90 exemplaires supplémentaires furent construits en Belgique. La puissance de ces nouvelles locomotives de vitesse directement copiées sur celles du Caledonian se révélait quelque peu insuffisante et, après avoir conçu les locomotives type 15 et 30 — des machines pour services omnibus ou marchandises étroitement dérivées — les ingénieurs s'affairent à mettre au point une version plus puissante et belgicisée du type 17.
Une première tranche de 20 locomotives est commandée le 25 septembre 1901 à Cockerill (13 exemplaires) et Zimmerman-Hanrez (sept) au prix unitaire de 87 350 francs belges (17 600 pour les Tenders réalisés par les forges et aciéries de Bruges ou d'Haine-Saint-Pierre). Les premières entreront en service en juin 1902.

## Caractéristiques

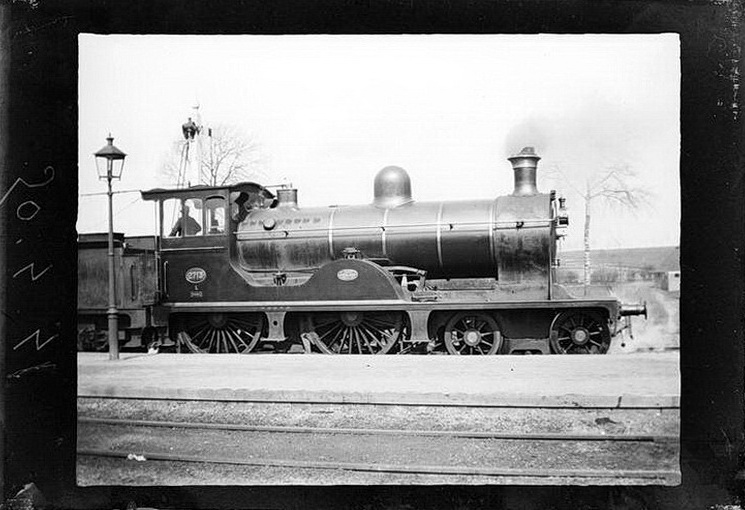
La no 2713 (Tubize, 1903).

Dérivées des locomotives type 17, également de disposition d'essieux 220, elles conservent leur aspect général mais avec un châssis allongé avec un empattement plus important (2 885 mm), rendant possible l'installation d'un foyer allongé (près de 1 940 mm et plus profond (1 021 mm) mais de largeur identique. Posé plus haut, le corps cylindrique (partie principale de la chaudière) est légèrement plus large, ce qui permet une plus grande surface de chauffe, et la pression maximale (timbre) passe à 13,5 kg/cm2. Les cylindres ne sont pas agrandis — ils étaient quelque peu surdimensionnés sur les type 17 — mais la plus grande puissance de la chaudière et le poids adhérent plus élevé garantit de meilleures performances.
L'abri de l'équipe de conduite est redessiné avec des faces rectangulaires percées de trois fenêtres identiques garantissant une bonne visibilité et une meilleure protection contre les intempéries. Les deux hublots de la face avant ont été remplacés par deux grandes fenêtres au sommet carré enveloppant la chaudière.

### Tenders
Les type 18 des trois premières tranches (95 exemplaires) ont été dotées d'un tender type 14 semblable au modèle "Caledonian" des locomotives type 17 mais avec un attelage différent à la locomotive. Ses roues identiques à celle de la locomotive sont d'un diamètre de 1 067 mm, mais leurs bogies sont à châssis extérieurs. Il peut transporter 18,9 m3 d'eau et 5,45 t de charbon pour un poids en ordre de marche de 52,45 t et un poids à vide de 29 t. Ce poids mort était assez élevé en raison de la présence des deux bogies et de quatre essieux. Ses dimensions étroites (la caisse était moins large que le châssis) étaient inférieures au limites du gabarit belge.
Celles livrées à partir de 1905 — y compris les type 18S et 18bis à surchauffe — ont reçu un tender de conception belge, classé dans le type 17, lequel a été créé pour les nouveaux modèles de locomotives de l’État belge (types 6, 8, 9 , etc.). Plus large que la locomotive type 18, il comportait trois essieux de 1 067 mm équidistants avec une soute à eau de 20 m3 descendant plus bas que le châssis et une capacité de 6 t de charbon. Le poids à vide chute à 21,9 t malgré une capacité accrue, tout comme le poids en ordre de marche qui ne dépasse pas 47,9 t.

## Commande
Après un premier marché de 20 locomotives (2672 à 2691) passé en 1901, une deuxième adjudication portant sur 30 locomotives (2692-2721) est approuvé le 4 juin 1902 (cinq jours avant que l’État belge ne prenne en écritures la première type 18 livrée). Cette deuxième tranche, au prix unitaire de 85 000 francs (15 350 pour les tenders), est adjugée à :
- Carels (2692 à 2695) ;
- Haine-Saint-Pierre (2696 à 2701 et tenders des 2712 à 2716) ;
- Cockerill (2702 à 2711) ;
- Tubize (2712 à 2717) ;
- Saint-Léonard (2718 à 2721) ;
- Dyle et Bacalan (tenders des 2692 à 2711) ;
- Le Thiriau (tenders des 2717 à 2721).

Le 9 décembre 1903 suivent 29 machines identiques construites par :
- Haine-Saint-Pierre (2722 à 2730) ;
- Carels (2731 à 2737) ;
- Tubize (2738 à 2746) ;
- Cockerill (2747 à 2750).

En vue de l'exposition universelle de Liège de 1905, la 3191 et son tender à bogies sont adjugés à la Société de Tubize le 23 janvier 1904. La locomotive prototype à surchauffeur Schmidt (numérotée 3190) et son tender à 3 essieux sera commandée à Haine-Saint-Pierre en mars de la même année. Ces deux modèles seront exposés côte à côte.
Deux petites séries de type 18 sont adjugées les 14 octobre et 25 novembre 1903 à Cockerill (3197 à 3200) et Zimmerman-Hanrez (3192 à 3196). Le grand contrat pour les tenders de toute cette série ainsi que celles des (2722 à 2750) est accordé en novembre à La Brugeoise.
Une dernière tranche de 45 type 18 à tenders à 3 essieux est adjugée le 27 juillet 1905 à : 
- Couillet (3243 à 3250) ;
- Saint-Léonard (3251 à 3256) ;
- Haine-Saint-Pierre (3257 à 3261) ;
- le Thiriau (3262 à 3269) ;
- Zimmerman-Hanrez (3270-3277) ;
- J.J. Gillain (3278-3279) ;
- Bouffioulx (3280 et 3281) ;
- Carels (3282 à 3288) qui réalisera aussi les 5 autres 18S à surchauffe numérotées 3288-3292 ;
- le Rœulx réalise les tenders de l'ensemble de cette série ainsi que des 18S de Carels.

## Type 18 à surchauffe

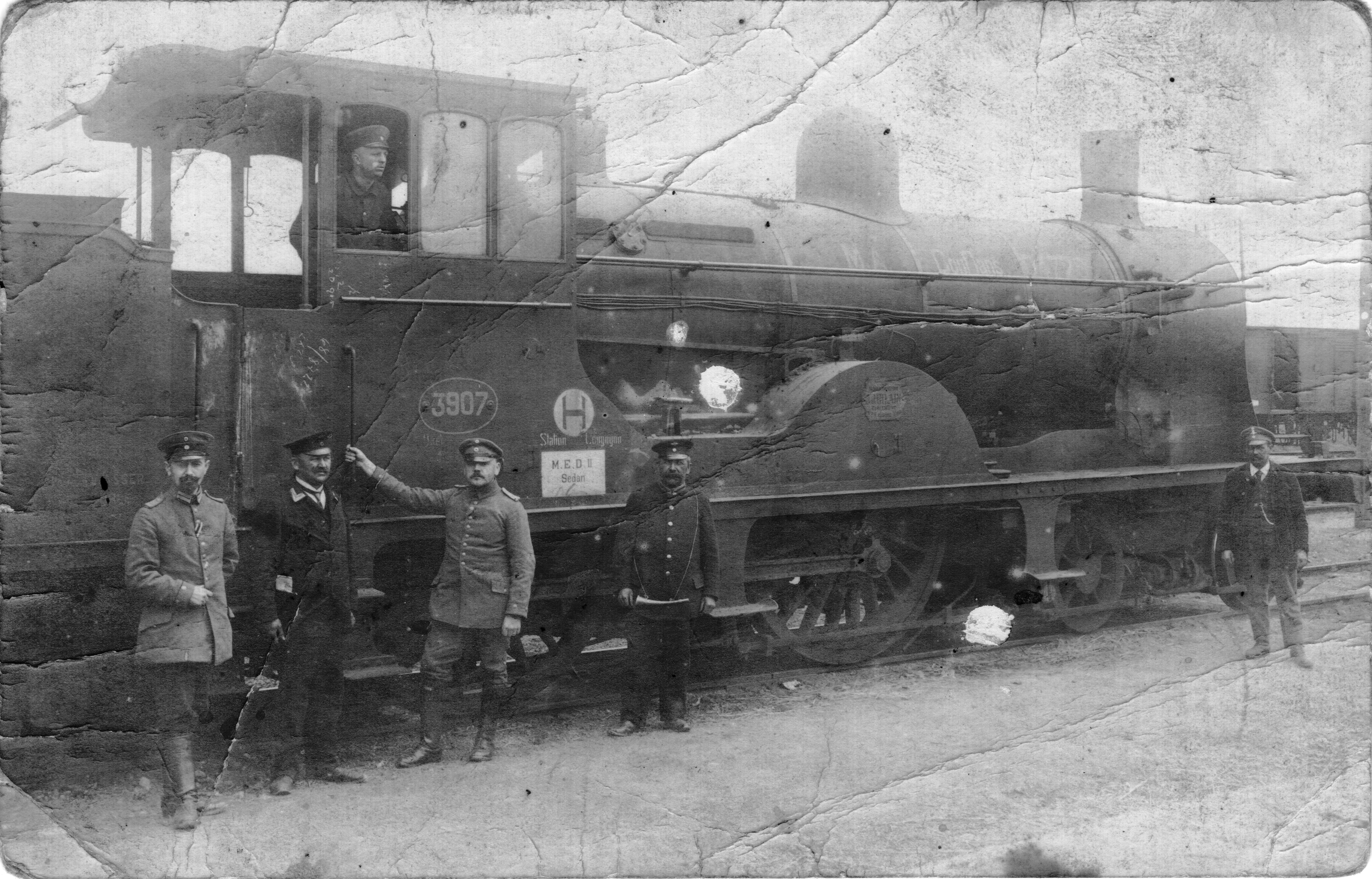
Une type 18bis (la 3907) réquisitionnée par les Allemands durant la Première Guerre mondiale.

La 3190, à surchauffeur Schmidt dans les tubes avec des cylindres agrandis et dotés de valves à tiroirs cylindriques, fit montre de performances encourageantes et cinq engins supplémentaires seront construits et désignés type 18S puis type 19 après 1925. Le gain de puissance de ce nouveau modèle, encore marqué par les Dunalastair écossaises, étant trop modeste, les ingénieurs du service traction et matériel créeront un second modèle à la chaudière agrandie et reposant sur un bogie Flamme à roues freinées. Classées dans le type 18bis, elles deviendront le type 20 à la SNCB.

## Services effectués
Dès 1902, plusieurs type 18 seront affectées à des remises de la ligne du Luxembourg (Bruxelles - Namur - Arlon - Luxembourg) et utilisées, souvent en double traction, au crochet des trains internationaux dont la « Malle des Indes » (Ostende-Bâle). Elles étaient également utilisées entre Bruxelles, Liège et la Frontière allemande.
Rapidement chassées de la ligne du Luxembourg par des locomotives mieux adaptées aux fortes rampes, elles font en revanche une longue carrière sur les lignes à profil facile du pays et tracteront les premiers « trains-blocs » (Bruxelles-Anvers).
Plus puissantes que les type 17 et capable de brûler d'autres charbons que les briquettes, elles déplaceront ces locomotives vers la Flandre-Occidentale, notamment la ligne de Bruxelles-Nord à Ostende, prenant peu à peu leur place en tête des trains les plus lourds. L'arrivée des 18S, 18bis, et des type 6 à partir de 1905, 1907 et 1908 commencera à reléguer les type 18 aux trains moins importants mais c'est surtout la forte augmentation du poids des trains et des vitesses commerciales qui se traduira par la construction de locomotives plus lourdes et plus puissantes, de disposition ten-wheel (types 35, 8, 19 et 9) et pacific (type 10) qui entamera le rôle prédominant des locomotives type 18 au début des années 1910. Ces nouveaux modèles pouvaient en effet remorquer des trains bien plus longs en se passant de la double traction, sauf sur la ligne du Luxembourg.
De nombreuses type 18 seront perdues, détruites ou démolies lors de la Première Guerre mondiale. Au sortir du conflit, les Chemins de fer de l’État belge reçoivent ou font construire de grandes quantités de locomotives de vitesse à trois essieux moteurs, reléguant les type 18 aux express légers, voire aux omnibus. Les S6 prussiennes (de disposition 220) et les S9 (atlantic) d'origine « armistice » seront utilisées sur les mêmes types de trains que les 18. En 1931, la SNCB possède encore 79 type 18.
L'introduction des premières voitures métalliques, alourdissant les trains express, accentue leur relégation mais la SNCB décide d'utiliser ces locomotives à grandes roues et leurs homologues des types 14, 15 et 16 pour augmenter la vitesse commerciale sur les lignes secondaires en créant des « trains-trottinettes » (ou « scooters ») constituées d'une ou deux paires de voitures en bois, souvent d'origine prussienne. Si ce matériel vieillissant apportera un second souffle, la multiplication des autorails menace de les supplanter de cette niche.
En 1938, la SNCB retire du service plusieurs dizaines de type 18. Les radiations se ralentissent durant l'occupation puis reprennent leur rythme à partir de 1946, année où les exemplaires survivants — parfois garés ou irréparables — sont tous dotés du nouveau matricule à cinq chiffres. Les dernières type 18 sont rayées des inventaires en 1949.

## Préservation
La 18.051, construite en 1905 par la Société de Saint-Léonard a été préservée par la SNCB après avoir servi de chaudière mobile. Son tender « État belge » à trois essieux a été remplacé par un tender « Caledonian » à bogies qui provenait avait été utilisée avec la 18.020. Portant les plaques de constructeur de Haine-Saint-Pierre, il a été fabriqué en 1902 pour un lot de cinq type 18 livrées en 1903.
Peinte en livrée mauve à roues rouges et filets noirs lors de sa première restauration (une livrée fictive inspirée de celle du Caledonian Railway), elle était souvent présentée (non-fonctionnelle) avec les voitures en bois tôlé du train royal de Léopold II. Avec la création du musée Train World, elle a été repeinte en livrée d'origine brune et se trouve désormais dans le premier hall du musée. Sa cabine de conduite est accessible au public.

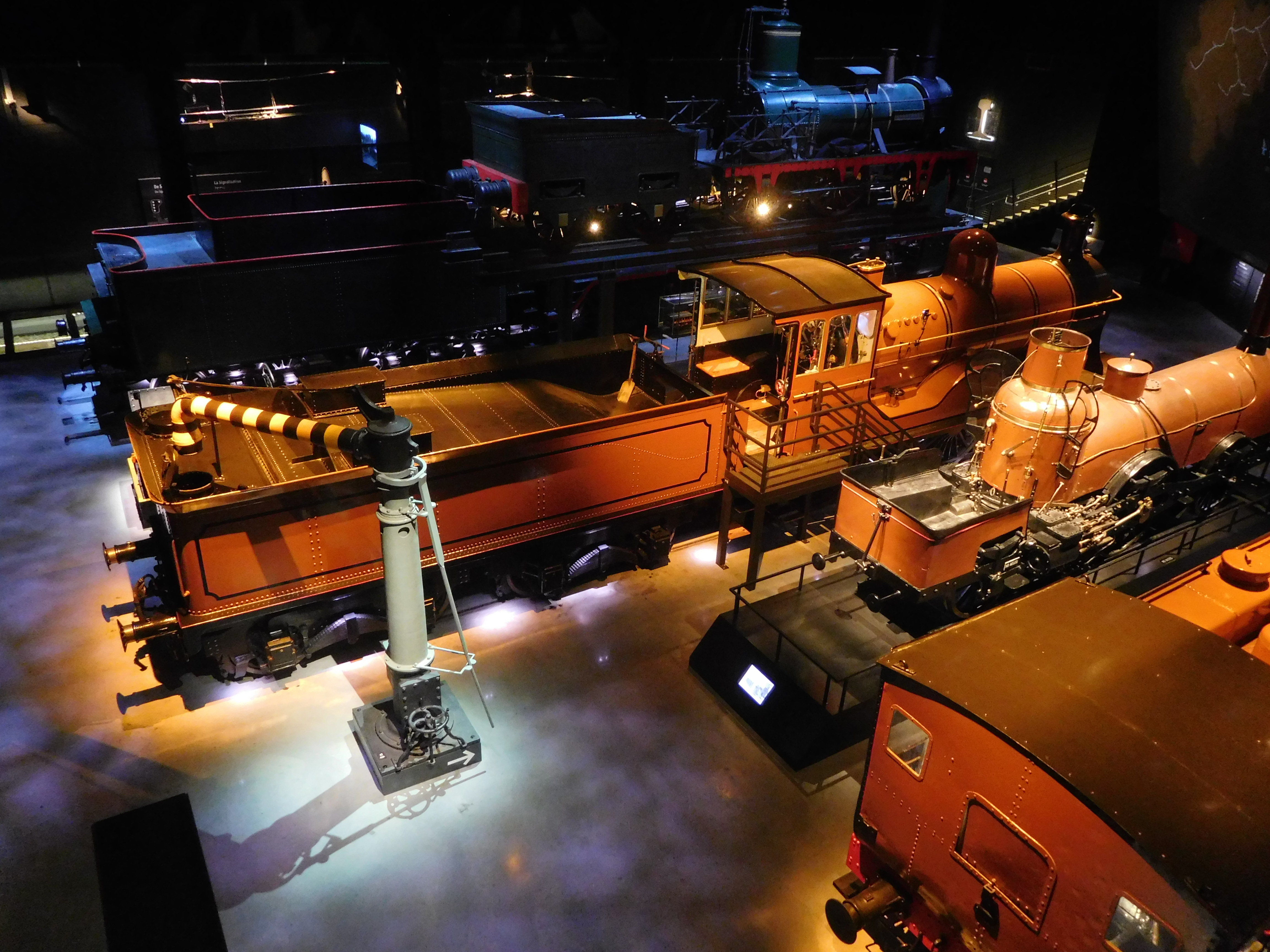
La 18.051 au musée Train World.
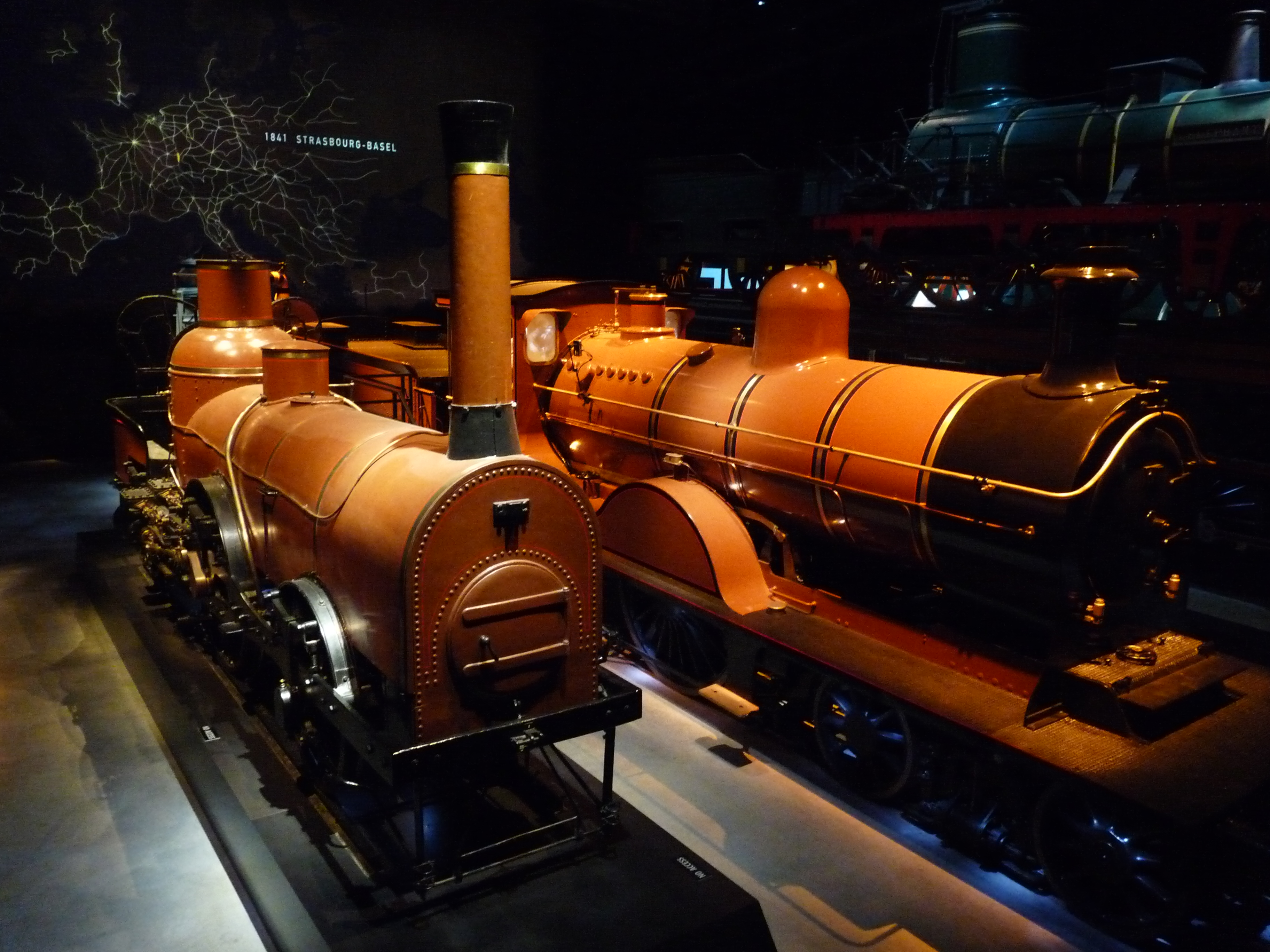
Aux côtés de la « Pays de Waes ».
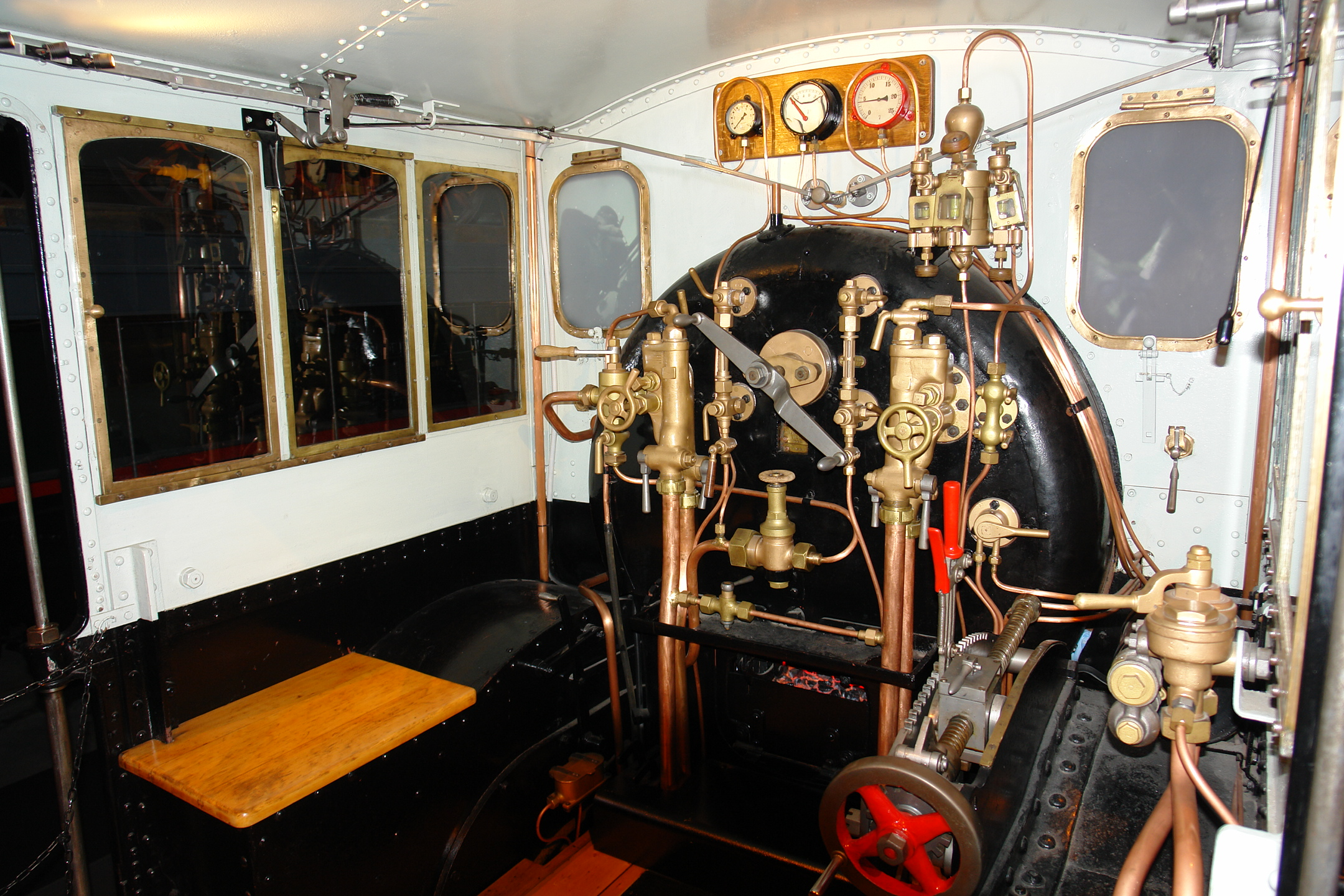
Cabine de conduite.
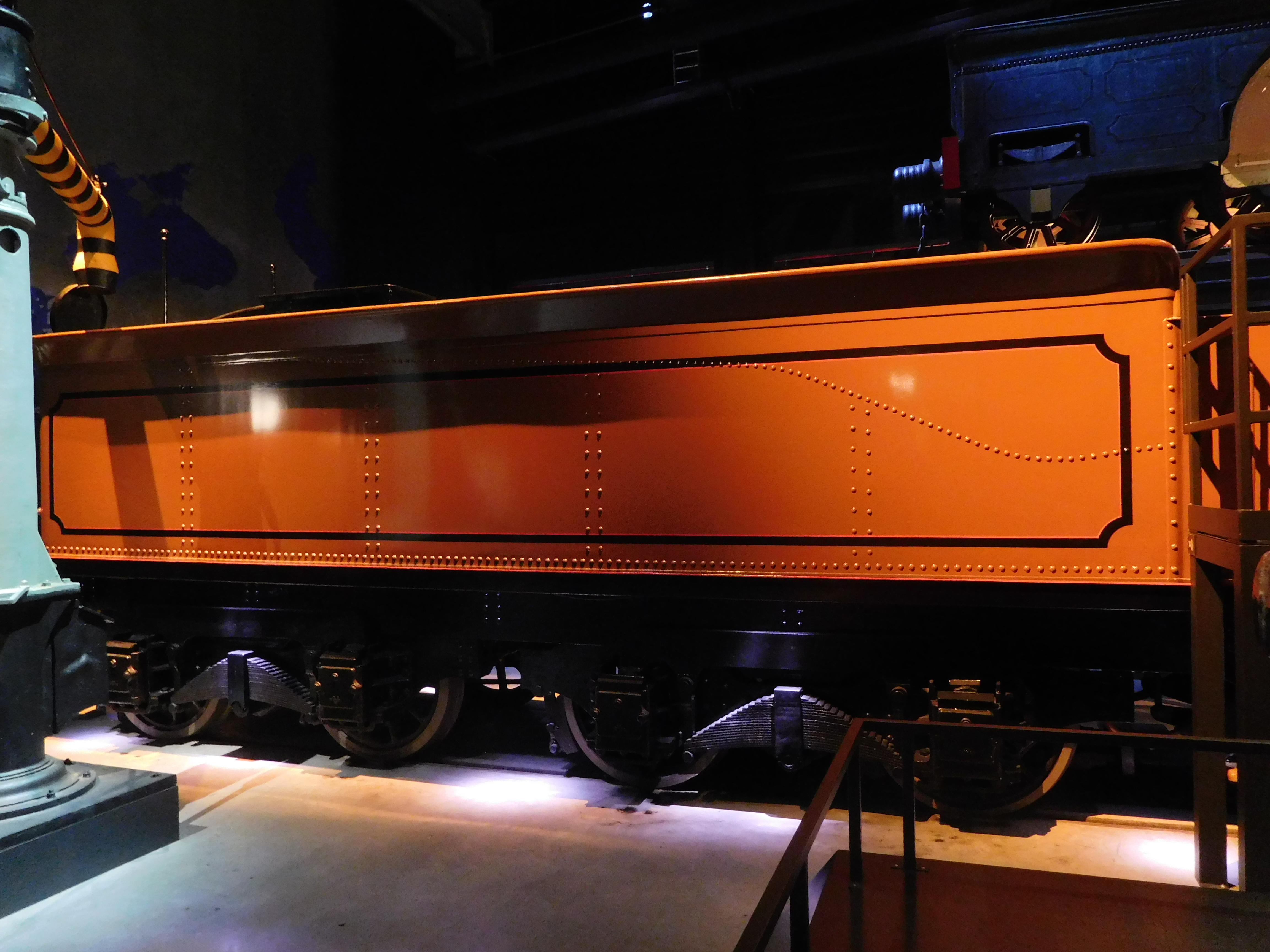
Tender à bogies.